# Lokomotywa (wiersz)

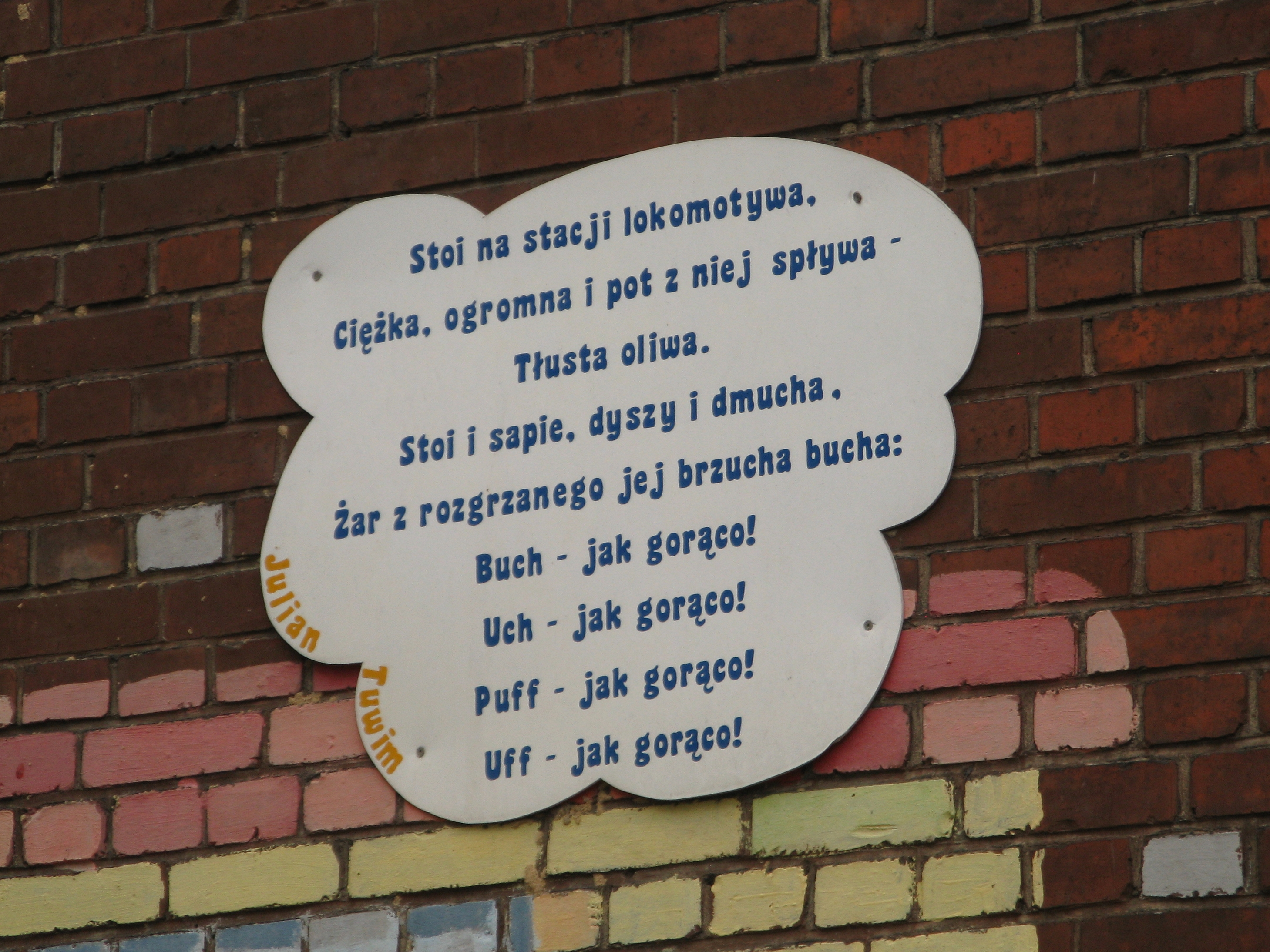
Fragment wiersza Lokomotywa, ściana budynku w Mysłowicach (2018)

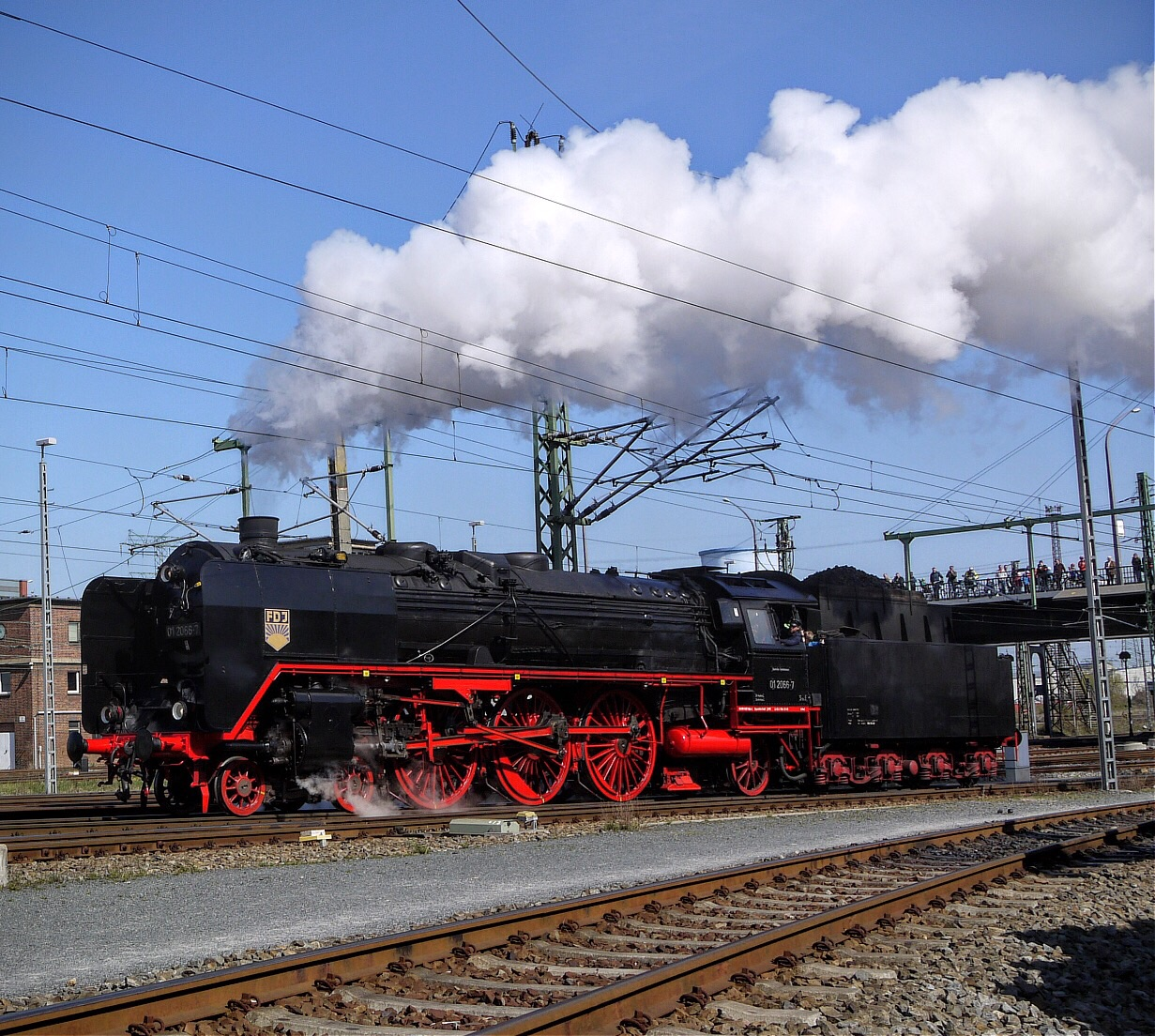
W lokomotywach parowych para pochodzi z kotła opalanego np. węglem

Lokomotywa – wiersz dla dzieci autorstwa Juliana Tuwima, po raz pierwszy wydany 12 kwietnia 1936 roku w czasopiśmie  „Wiadomości Literackie”. Ze względu na silne wykorzystanie dobierania wyrazów tak, aby naśladowały one brzmieniem określone zjawisko, wiersz ten jest przykładem onomatopei. Jest uznawana za jedno z jego najbardziej znanych dzieł.

## Treść
Lokomotywa opowiada o lokomotywie parowej, która przygotowuje się do odjazdu i w końcu wyrusza na wprost. Oprócz pasażerów lokomotywa wiezie także ładunki, wśród których znajdują się krowy, konie, banany, fortepiany, armata, dębowe stoły i szafy, słoń, niedźwiedź, dwie żyrafy, świnie oraz bagaże. Wiersz opisuje siłę lokomotywy, jej proces ruszania i jazdy. 

## Tłumaczenia na języki obce
Wiersz został przetłumaczony na wiele języków obcych, między innymi na niemiecki, francuski, słoweński, czeski (Jacek Baluch), esperanto, jidysz (Lejb Olicki), rosyjski i angielski (Tomasz Wyżyński).

## Interpretacje
Wiersz został zekranizowany w 1957 roku w Studiu Filmów Rysunkowych w Bielsku-Białej przez Stanisława Raczyńskiego i Lechosława Marszałka. Drugą ekranizację zrealizował w roku 1976 w łódzkim Se-Ma-Forze Zbigniew Rybczyński.
Został także, w wolnym tłumaczeniu, przełożony na gwarę poznańską przez Marka Szymańskiego (znanego jako „Wuja Czechu”) i wraz z innymi przetłumaczonymi przez niego popularnymi polskimi wierszami wydany w postaci tomiku pt. „W antrejce na ryczce”.
Rapowaną wersję utworu Lokomotywa można znaleźć na płycie Poeci duetu producenckiego WhiteHouse. Interpretacji utworu podjęła się raperka Lilu.